# Olous
Olous (grec ancien : Ὄλους, ou Ὄλουλις) est une ancienne cité grecque antique située en Crète, près de l'actuelle Elounda.

## Histoire
Selon le Stadiasmus Maris Magni, la cité portuaire était située à 260 stades de Chersonasos (en) et 15 stades de Kamara (en).
À la suite de différends frontaliers récurrents avec la cité de Lato située sur une colline fortifiée, les citoyens d'Olous concluent finalement un traité avec ceux de Lato.
La cité comptait un temple dédié à Britomartis, dont une statue en bois aurait été érigée par Dédale, l'ancêtre mythique des Daedalidae et père de l'art crétois. Son effigie est représentée sur les monnaies d'Olous.

## Site archéologique

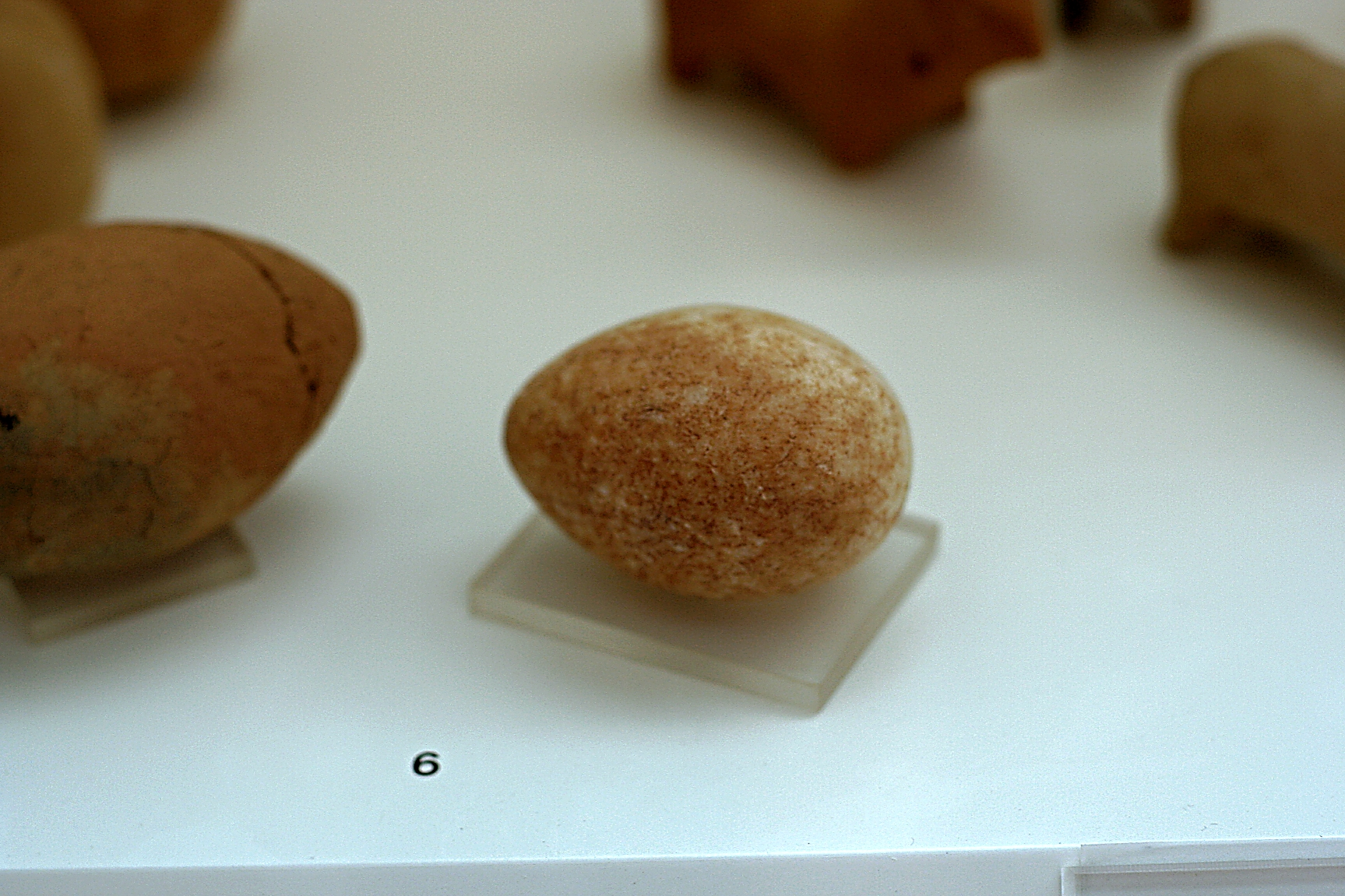
Œufs votifs, Olous, 700-400 BC, musée archéologique Agios Nikolaos

Les archéologues ont découvert des textes anciens dans les ruines reliant la cité à l'ancienne cité de Knossos et à l'île de Rhodes. La cité, submergée dans l'antiquité tardive en raison de la subsidence et dont les vestiges visibles sont des bases de murs éparses, peut être visitée par les nageurs ou les plongeurs dans la baie d'Elounda (dont le nom signifie « Oloulienne »).